# Mistrzostwa Świata we Wspinaczce Sportowej 2019

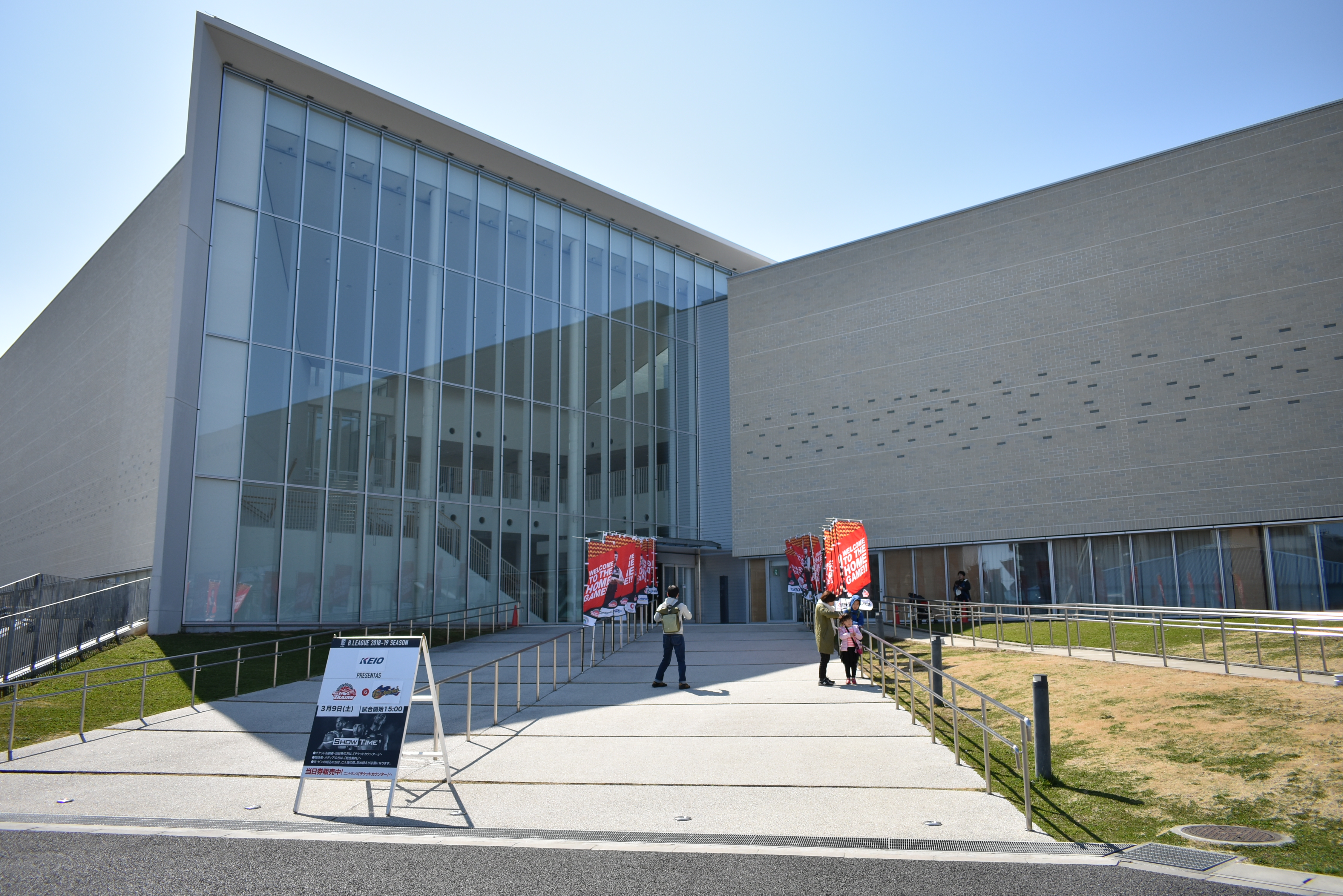
Esforta Arena w Hachiōji.

Mistrzostwa Świata we Wspinaczce Sportowej 2019 – 16. edycja mistrzostw świata we wspinaczce sportowej, która odbyła się w dniach 11–21 sierpnia 2019 w Esforta Arena w japońskim mieście Hachiōji. Konkurencje wspinaczki łącznej były jednocześnie kwalifikacjami do IO 2020 w Tokio. Konkurencję na czas kobiet wygrała Aleksandra Mirosław, zdobywając ponownie mistrzostwo świata (obroniła złoty medal z MŚ 2018); zajęła ona 4 miejsce we wspinaczce łącznej, czym zapewniła sobie bezpośrednią kwalifikację do igrzysk olimpijskich w Tokio.

## Kwalifikacje do Letnich Igrzysk Olimpijskich 2020
Zawody te były jedną z kwalifikacji na igrzyska olimpijskie w Tokio (2020). Siedmiu najlepszych wspinaczy każdej płci automatycznie uzyskało kwalifikacje do letnich igrzysk olimpijskich 2020 (maksymalnie dwóch z jednego kraju).
| Kwalifikacje do Letnich IO 2020 (Tokio) | Kwalifikacje do Letnich IO 2020 (Tokio) | Kwalifikacje do Letnich IO 2020 (Tokio) |
| --------------------------------------- | --------------------------------------- | --------------------------------------- |
| Lp.                                     | Mężczyźni                               | Kobiety                                 |
| 1.                                      | Tomoa Narasaki                          | Janja Garnbret                          |
| 2.                                      | Jakob Schubert                          | Akiyo Noguchi                           |
| 3.                                      | Riszat Chajbullin                       | Shauna Coxsey                           |
| 4.                                      | Mickael Mawem                           | Aleksandra Mirosław                     |
| 5.                                      | Alexander Megos                         | Petra Klingler                          |
| 6.                                      | Ludovico Fossali                        | Brooke Raboutou                         |
| 7.                                      | Sean McColl                             | Jessica Pilz                            |
| 8.                                      | * (Kai Harada)                          | * (Miho Nonaka)                         |

- * – miejsca zarezerwowane dla zawodników gospodarza IO 2020

## Harmonogram
| Sierpień 2019       | 11 Nd | 12 Pn | 13 Wt | 14 Śr | 15 Cz | 16 Pt | 17 So | 18 Nd | 19 Pn | 20 Wt | 21 Śr |
| ------------------- | ----- | ----- | ----- | ----- | ----- | ----- | ----- | ----- | ----- | ----- | ----- |
| Wspinaczka sportowa | E     | E     | 2     | E     | 2     | E     | 2     | E     | E     | E     | 2     |

Legenda
| E | Eliminacje |  | Finał (ilość) |

## Uczestnicy, konkurencje
Zawodnicy i zawodniczki podczas zawodów wspinaczkowych w 2019 roku rywalizowali w 8 konkurencjach. Łącznie do mistrzostw świata zgłoszonych zostało 253 wspinaczy z 39 państw (każdy zawodnik ma prawo startować w każdej konkurencji o ile do niej został zgłoszony i zaakceptowany przez IFCS i organizatora zawodów).
| Lp.   |           | ↓ Uczestnicy – konkurencje → |     | bouldering | prowadzenie | na czas | wsp. łączna |
| ----- | --------- | ---------------------------- | --- | ---------- | ----------- | ------- | ----------- |
| 1.    | Mężczyźni | 104                          | 99  | 99         | 83          |         |             |
| 2.    | Kobiety   | 89                           | 92  | 83         | 73          |         |             |
| Razem | Razem     | Razem                        | 193 | 191        | 182         | 156     |             |

### Reprezentacja Polski
- Kobiety:
  - w boulderingu: Aleksandra Mirosław (zajęła 57 miejsce), Natalia Kałucka (61 m.), Aleksandra Kałucka (63 m.), a Patrycja Chudziak oraz Anna Brożek sklasyfikowane zostały na 79  miejscu,
  - w prowadzeniu: Aleksandra Kałucka (zajęła 64 miejsce), Aleksandra Mirosław (72 m.), Natalia Kałucka (74 m.), Anna Brożek (77 m.), a Patrycja Chudziak była 80,
  - we wspinaczce na czas: Aleksandra Mirosław (zajęła 1 miejsce), Aleksandra Kałucka (5 m.), Patrycja Chudziak (7 m.), Natalia Kałucka (10 m.),  Anna Brożek była 11,
  - we wspinaczce łącznej: Aleksandra Mirosław zajęła 4 miejsce (wywalczyła bezpośrednią kwalifikację na IO 2020 w Tokio), Aleksandra Kałucka (28 m.), Natalia Kałucka (39 m.), Patrycja Chudziak (41 m.), a Anna Brożek była 45 m..
- Mężczyźni:
  - Marcin Dzieński we wspinaczce na czas (zajął 19 m.), w łącznej (49 m.), w boulderingu (85 m.), a w prowadzeniu był 89.

## Medaliści
| Konkurencja                         | Złoto                        | Srebro                   | Brąz                            |
| ----------------------------------- | ---------------------------- | ------------------------ | ------------------------------- |
| Mężczyźni                           |                              |                          |                                 |
| bouldering (13.08) szczegóły        | Japonia · Tomoa Narasaki     | Austria · Jakob Schubert | Niemcy · Yannick Flohé          |
| prowadzenie (15.08) szczegóły       | Czechy · Adam Ondra          | Niemcy · Alexander Megos | Austria · Jakob Schubert        |
| wsp. na czas (17.08) szczegóły      | Włochy · Ludovico Fossali    | Czechy · Jan Kříž        | Rosja · Stanisław Kokorin       |
| wspinaczka łączna (21.08) szczegóły | Japonia · Tomoa Narasaki     | Austria · Jakob Schubert | Kazachstan · Riszat Chajbullin  |
| Kobiety                             |                              |                          |                                 |
| bouldering (13.08) szczegóły        | Słowenia · Janja Garnbret    | Japonia · Akiyo Noguchi  | Wielka Brytania · Shauna Coxsey |
| prowadzenie (15.08) szczegóły       | Słowenia · Janja Garnbret    | Słowenia · Mia Krampl    | Japonia · Ai Mori               |
| wsp. na czas (17.08) szczegóły      | Polska · Aleksandra Mirosław | Chiny · Niu Di           | Francja · Anouck Jaubert        |
| wspinaczka łączna (21.08) szczegóły | Słowenia · Janja Garnbret    | Japonia · Akiyo Noguchi  | Wielka Brytania · Shauna Coxsey |

## Klasyfikacja medalowa
* Organizator zawodów został zaznaczony tym kolorem,  Polskę  oznaczono tekstem pogrubionym.
|                    |                    |                    |                    |   |   |   |    |   |   |   |   |   |   |
| 1                  | Słowenia           | 3                  | 1                  | 0 | 4 | 0 | 0  | 0 | 3 | 1 | 0 |   |   |
| 2                  | Japonia            | 2                  | 2                  | 1 | 4 | 2 | 0  | 0 | 0 | 2 | 1 |   |   |
| 3                  | Czechy             | 1                  | 1                  | 0 | 2 | 1 | 1  | 0 | 0 | 0 | 0 |   |   |
| 4                  | Włochy             | 1                  | 0                  | 0 | 1 | 1 | 0  | 0 | 0 | 0 | 0 |   |   |
| 5                  | Polska             | 1                  | 0                  | 0 | 1 | 0 | 0  | 0 | 1 | 0 | 0 |   |   |
| 6                  | Austria            | 0                  | 2                  | 1 | 3 | 0 | 2  | 1 | 0 | 0 | 0 |   |   |
| 7                  | Niemcy             | 0                  | 1                  | 1 | 2 | 0 | 1  | 1 | 0 | 0 | 0 |   |   |
| 8                  | Chiny              | 0                  | 1                  | 0 | 1 | 0 | 0  | 0 | 0 | 1 | 0 |   |   |
| 9                  | Wielka Brytania    | 0                  | 0                  | 2 | 2 | 0 | 0  | 0 | 0 | 0 | 2 |   |   |
| 10                 | Francja            | 0                  | 0                  | 1 | 1 | 0 | 0  | 0 | 0 | 0 | 1 |   |   |
| 10                 | Kazachstan         | 0                  | 0                  | 1 | 1 | 0 | 0  | 1 | 0 | 0 | 0 |   |   |
| 10                 | Rosja              | 0                  | 0                  | 1 | 1 | 0 | 0  | 1 | 0 | 0 | 0 |   |   |
| Ogółem (12 państw) | Ogółem (12 państw) | Ogółem (12 państw) | Ogółem (12 państw) | 8 | 8 | 8 | 24 | 4 | 4 | 4 | 4 | 4 | 4 |

Źródło: